# Nia King
Nia King est une artiste engagée, journaliste multimédia, podcasteuse, conférencière et créatrice de zine. Elle est américaine, queer, métisse noire, libanaise et hongroise. Elle vit à Oakland, en Californie. Dans son podcast, We Want the Airwaves, Nia interviewe des artistes queer et trans sur leur vie et sur leur travail. Le titre de son podcast est inspiré d'une chanson des Ramones et sert à demander un accès aux médias et une insistance sur le droit des personnes marginalisées à occuper l'espace.

## Jeunesse
Nia King est originaire de Boston, dans le Massachusetts. Elle est diplômée du Mills College en 2011.

## Carrière
King crée divers zines couvrant des sujets tels que la race, l'introspection et la sexualité. À propos de ses œuvres, Nia King déclare : « Je veux être une artiste pour le mouvement ».
En 2014, elle co-édite le livre Queer and Trans Artists of Color: Stories of Some of Our Lives avec Jessica Glennon-Zukoff et Terra Mikalson. Cette collection est basée sur la première année de son podcast, qui se concentre principalement sur les expériences des personnes noires et latines. Le livre comprend des interviews de King avec Ryka Aoki, Van Binfa, Micia Mosely, Yosimar Reyes, Kortney Ryan Ziegler, Lovemme Corazón, Fabian Romero, Magnoliah Black, Kiam Marcelo Junio, Miss Persia et Daddie$ Pla$tik, Virgie Tovar, Julio Salgado, Nick Mwaluko, Leah Lakshmi Piepzna-Samarasinha et Janet Mock. The Advocate inscrit ce livre sur sa liste des 10 meilleurs livres de non-fiction transgenres de 2014. Son deuxième livre, Queer and Trans Artists of Color, Volume 2, est une collection d'entretiens qui parle de question de races, sexualités et d'oppressions systémiques. Nia King publie elle-même son propre travail et déclare dans une interview avec le Barnard Center for Research on Women que c'est parce que « mon travail n'est pas suffisamment courant pour que les institutions ou les organisations veuillent investir mon travail de manière significative ». Son objectif est de partager les histoires d'activistes queer et transgenres.
Nia King est animatrice et productrice du podcast We Want the Airwaves dans lequel elle interviewe des artistes queer et trans de couleur, tels que Suzy X, Kyle Casey Chu et Gabby Rivera. Nia King déclare dans une interview avec KQED Arts que le titre de son podcast est « d'une chanson des Ramones, qui remonte à mes racines punk rock. C'est aussi une demande d'accès aux médias et une insistance sur le droit des personnes marginalisées à occuper l'espace ». Dans une interview avec Christopher Persaud sur Ideas on Fire, Nia explique comment l'autoédition est plus accessible que l'édition traditionnelle pour les auteurs marginalisés.
Les illustrations de Nia King sont présentées dans Voices of Mixed Heritage: Crossing Borders, Bridging Generations, un kit de programme pour les élèves de la 6e à la 12e année publié par la Brooklyn Historical Society.

## Œuvres choisies
- (en) Nia King, « Art School Is Hell », Art School is Hell,‎ 1er janvier 2013 (OCLC 893237463).
- (en) Nia Diaspora, Angry black-white girl: Reflections on my mixed race identity., Nia Diaspora (OCLC 317593021).
- (en) Nia Diaspora et Lauren Jade Martin, MXD zine!: True stories by mixed race writers., Place of publication not identified, Nia Diaspora. (OCLC 317593024), une collection de poèmes et d'articles sur le fait d'être métis aux États-Unis
- (en) Nia Diaspora, Borderlands: Tales from disputed territories between races and cultures (sequel to MXD: True stories by mixed race warriors)., Denver, CO, Nia Diaspora, 1er janvier 2008 (OCLC 317593027), le sequel de MXD zine!
- (en) Nia Diaspora et Nadia Abou-Karr, Borderlands: It's a family affair., Denver, CO, Nia Diaspora, 1er janvier 2008 (OCLC 319679865).
- (en) Nia King, We are not white lesbians, 1er janvier 2013 (OCLC 880681900), une collection de comics sur Nia King et son compagnon, un homme trans.

## Reférences
- (en) Cet article est partiellement ou en totalité issu de l’article de Wikipédia en anglais intitulé « Nia King » (voir la liste des auteurs).

1. ↑  (en) « Oakland-based Artist and activist », Nia King (consulté le 30 mars 2016)
2. ↑  (en) « Queer & Trans Artists of Color: Volume 2! », Indiegogo (consulté le 24 mars 2017)
3. ↑  (en) Emily K. Holmes, « Nia King's Urgent Message: "We Were Here and Our Lives Matter" », KQED Arts,‎ 7 mai 2015 (lire en ligne, consulté le 24 mars 2017)
4. ↑  (en) « Nia King », Artzines, 8 juillet 2017 (consulté le 27 avril 2019)
5. ↑  (en) « Nia King: Queer Comic Zine Culture », Lambda Literary, 2 octobre 2013 (consulté le 31 mars 2016)
6. ↑  (en) Nia King, Jessica Glennon-Zukoff et Terra Mikalson, Queer and trans artists of color: stories of some of our lives, 1er janvier 2014 (ISBN 978-1492215646, OCLC 891147387)
7. 1 2  (en) « "Taking Up Space and Making Art": An Interview with Nia King », Barnard Center for Research on Women, 8 mars 2016 (consulté le 27 avril 2019)
8. ↑  (en) « The Year's 10 Best Transgender Non-Fiction Books | Advocate.com », www.advocate.com, 17 novembre 2015 (consulté le 31 mars 2016)
9. ↑  (en) Queer and trans artists of color. Volume two, 2016 (ISBN 9781988139005, OCLC 965830537)
10. ↑  (en) « Nia King's Urgent Message: "We Were Here and Our Lives Matter" », KQED Arts (consulté le 1er avril 2016)
11. ↑  (en) Christopher Persaud, « Imagine Otherwise: Nia King on Supporting Queer and Trans Artists of Color », sur Ideas on Fire, 6 septembre 2017 (consulté le 22 février 2020)
12. ↑  (en) Brooklin Historical Society, « Voices of mixed heritage : crossing borders, bringing generations » , sur bklynlibrary.org (consulté le 4 mars 2023)